# Trupanea actinobola
Trupanea actinobola är en tvåvingeart som först beskrevs av Friedrich Hermann Loew 1873.  Trupanea actinobola ingår i släktet Trupanea och familjen borrflugor. Inga underarter finns listade i Catalogue of Life.